# المرأة في غيانا

النساء في غيانا هن من نساء أمريكا الجنوبية التي تعيش في أو من غيانا. بشكل عام، نساء غيانا تلعب أدوارا هامة في العصر الحديث في مجتمع جويانا فهي تعمل كعاملة منزل والمزارعة وبائعة في الأسواق، ومعلمة وممرضة وموظفة الخدمة المدنية، وكاتبة. هناك عدد قليل من النساء في غيانا أصحاب منصبا رفيعا في حكومة غيانا؛ وليس هناك حتى امرأة واحدة قد تولت الحكم في غيانا.
وقد اتخذت العديد من نساء غيانا الذين يعيشون في المناطق الحضرية في غيانا أدواراً لكسب مصدراً للرزق لأسرهم، وخاصة في الأسر من الطبقة العاملة.
في الدين، تشارك المرأة (obeah) الزعماء الدينيين في الدين الشعبي.

## وصلات خارجية
- SEXUAL EXPLOITATION OF WOMEN IN GUYANA by Ralph Seeram, KNEWS, October 13, 2013